# Don't Ask
Don't Ask è il terzo album in studio della cantante australiana Tina Arena, pubblicato nel 1994.

## Tracce

### Versione australiana
1. Chains – 4:22
2. Heaven Help My Heart – 5:28
3. Sorrento Moon (I Remember) – 4:54
4. Wasn't It Good – 5:14
5. Message – 5:22
6. Love Is the Answer – 3:56
7. Greatest Gift – 4:23
8. That's the Way a Woman Feels – 4:21
9. Be a Man – 3:51
10. Standing Up – 3:35

### Versione internazionale
1. Chains – 4:22
2. Heaven Help My Heart – 5:28
3. Sorrento Moon (I Remember) – 4:54
4. Wasn't It Good – 5:14
5. Message – 5:22
6. Show Me Heaven – 4:20
7. Love Is the Answer – 3:56
8. Greatest Gift – 4:23
9. That's the Way a Woman Feels – 4:21
10. Be a Man – 3:51
11. Standing Up – 3:35